# ساچی کاگاوا
ساچی کاگاوا (به انگلیسی: Sachi Kagawa) بازیکن فوتبال اهل ژاپن و عضو تیم ملی فوتبال ژاپن است که در تاریخ ۱۷ مه ۱۹۲۵ میلادی اولین بازی ملی‌اش را انجام داد. او در ۲ بازی ملی حضور داشت و آخرین بازی ملی خود را در تاریخ ۲۰ مه ۱۹۲۵ میلادی انجام داد. ساچی کاگاوا در بازی‌های ملی‌اش
گلی به ثمر نرساند.